# 금천구립독산도서관
독산도서관은 서울특별시 금천구 독산동에 소재한 도서관이다.

## 연혁
- 1996년 12월 30일 금천구립정보도서관 착공
- 1998년 12월 24일 금천구립정보도서관 준공
- 1999년 1월 12일 금천구립정보도서관 설치 조례 공포
- 1999년 2월 26일 개관
- 2004년 1월 2일 금천문화원 위탁
- 2008년 1월 1일 금천구시설관리공단 위탁

## 시설현황
- 1층: 종합자료실, 어린이자료실(아가방,책다방), 참고자료실(정기간행물실), 장애인열람실
- 2층: 전자정보실, 자유열람실
- 3층: 문화강좌실, 휴게실

## 이용방법
이용시간
| 구분                        | 평일        | 주말(토,일) |
| --------------------------- | ----------- | ----------- |
| 자유열람실                  | 07:00~22:00 | 07:00~22:00 |
| 종합자료실                  | 09:00~22:00 | 09:00~17:00 |
| 참고자료실                  | 09:00~22:00 | 09:00~17:00 |
| 정기간행물실                | 09:00~22:00 | 09:00~17:00 |
| 장애인열람실                | 09:00~22:00 | 09:00~17:00 |
| 어린이자료실(아가방,책다방) | 09:00~18:00 | 09:00~17:00 |
| 전자정보실                  | 09:00~18:00 | 09:00~17:00 |

휴관일
- 정기휴관일: 매월 첫번째, 세번째 월요일
- 일요일을 제외한 법정 공휴일(공휴일과 겹친 일요일 휴관)
- 임시휴관일: 도서관 사정으로 임시로 정하는 휴일

대출방법
- 1인당 3권, 대출기간 2주
(독산도서관, 가산도서관, 시흥도서관, 금나래도서관, 작은도서관에서 대출한 도서 권 수 포함)
- 연체일수만큼 대여 불가
- 연장은 권당 1주일

## 참조
1. ↑  금천구립도서관 통합사이트